# Geissanthus glaber
Geissanthus glaber är en viveväxtart som beskrevs av Carl Christian Mez. Geissanthus glaber ingår i släktet Geissanthus och familjen viveväxter. Inga underarter finns listade i Catalogue of Life.